# Dipoena perimenta
Dipoena perimenta là một loài nhện trong họ Theridiidae.
Loài này thuộc chi Dipoena. Dipoena perimenta được Herbert Walter Levi miêu tả năm 1963.